# فرنسيسكو بوزان
فرنسيسكو بوزان (بالإسبانية: Francisco Bozán)‏ هو عالم نفس ومدرب رياضي ولاعب كرة قدم تشيلي، ولد في 1987 في سانتياغو في تشيلي. لعب مع A.C. Barnechea ‏.

## وصلات خارجية
- فرنسيسكو بوزان على موقع قاعدة بيانات كرة القدم.إي يو (الإنجليزية)
- فرنسيسكو بوزان على موقع Soccerway.com (الإنجليزية)
- فرنسيسكو بوزان على موقع عالم كرة القدم.نت (الإنجليزية)